# Grande Prêmio da França de 1970
Resultados do Grande Prêmio da França de Fórmula 1 realizado em Charade em 5 de julho de 1970. Sexta etapa do campeonato, foi vencido pelo austríaco Jochen Rindt, da Lotus-Ford, com Chris Amon em segundo pela March-Ford e Jack Brabham em terceiro pela Brabham-Ford.

## Resumo

### Retornos e ausências
Por falta de aporte financeiro, os organizadores do Grande Prêmio da França desistiram de correr no Circuito d'Albi, a 80 km de Toulouse, e assim mantiveram a prova em Charade pelo segundo ano consecutivo. Quanto aos aspectos desportivos a etapa francesa assistiu ao retorno de Denny Hulme ao circo da velocidade como líder da McLaren, agora sob o comando do norte-americano Teddy Mayer, outro dos fundadores do time. Em decisão similar a Ferrari promoveu o regresso de Ignazio Giunti, não obstante a boa estreia de Clay Regazzoni no Grande Prêmio dos Países Baixos há duas semanas.
Ainda em sinal de luto pela trágica morte de Piers Courage em Zandvoort a Frank Williams Racing Cars não disputou a etapa francesa. Outro ausente é John Surtees, empenhado em finalizar o TS7, carro de sua própria equipe, a Surtees, de modo a estreá-lo no Grande Prêmio da Grã-Bretanha em 18 de julho vindouro na pista de Brands Hatch.

### Jacky Ickx na pole
A Ferrari de Jacky Ickx conquistou a pole position, mas os franceses estavam satisfeitos com o segundo lugar de Jean-Pierre Beltoise em sua Matra com as duas March vindo a seguir: Chris Amon levou o "bólido de fábrica" ao terceiro lugar enquanto Jackie Stewart ficou em quarto com um carro pertencente ao time de Ken Tyrrell. A seguir estavam Jack Brabham num carro de sua própria equipe e Jochen Rindt, este último vítima das ondulações da pista e de uma pedra que atingiu-lhe o rosto durante os treinos.

### Rindt favorito ao título
Jacky Ickx e Jean-Pierre Beltoise mantiveram as posições do grid e pontearam a corrida com o belga à frente durante quatorze voltas até Beltoise ultrapassá-lo no giro seguinte. O troco de Ickx não foi possível por causa de um motor quebrado. Durante as onze voltas como líder da prova, Beltoise viu formar atrás de si um grupo constituído por Rindt, Amon, Brabham, Hulme e Pescarolo, mas uma queda de rendimento o fez ser ultrapassado pelos rivais e uma pane seca deixou o francês da Matra a pé faltando três voltas para o fim da corrida. Outro a ter um dia infausto foi o campeão mundial Jackie Stewart, cujos problemas na ignição de sua March agravaram-se impedindo-o de figurar na zona de pontuação, encerrando o domingo a mais de três minutos do vencedor.
Sem sofrer qualquer embaraço em sua pilotagem, Jochen Rindt venceu e assumiu a liderança do mundial de pilotos (27 pontos contra 19 de Jackie Stewart) enquanto a Lotus era a primeira entre os construtores (32 pontos contra 31 da March). Em segundo lugar ficou a March de Chris Amon com Jack Brabham em terceiro pela Brabham. Completaram a zona de pontuação os pilotos Denny Hulme (McLaren), Henri Pescarolo (Matra) e Dan Gurney (McLaren), este marcando o último ponto de sua carreira.
Vencedor de três das seis corridas disputadas até a etapa francesa, Jochen Rindt tornou-se favorito ao título mundial numa temporada onde Jack Brabham e Jackie Stewart pareciam destinados a duelar pelo campeonato de 1970.

## Classificação da prova
| Pos.    | Nº | Piloto               | Construtor         | Voltas | Tempo/Diferença | Grid | Pontos |
| ------- | -- | -------------------- | ------------------ | ------ | --------------- | ---- | ------ |
| 1       | 6  | Jochen Rindt         | Lotus-Ford         | 38     | 1:55:57.0       | 6    | 9      |
| 2       | 14 | Chris Amon           | March-Ford         | 38     | + 7.61          | 3    | 6      |
| 3       | 23 | Jack Brabham         | Brabham-Ford       | 38     | + 44.83         | 5    | 4      |
| 4       | 19 | Denny Hulme          | McLaren-Ford       | 38     | + 45.66         | 7    | 3      |
| 5       | 20 | Henri Pescarolo      | Matra              | 38     | + 1:19.42       | 8    | 2      |
| 6       | 32 | Dan Gurney           | McLaren-Ford       | 38     | + 1:19.65       | 17   | 1      |
| 7       | 22 | Rolf Stommelen       | Brabham-Ford       | 38     | + 2:20.16       | 14   |        |
| 8       | 7  | John Miles           | Lotus-Ford         | 38     | + 2:47.17       | 18   |        |
| 9       | 1  | Jackie Stewart       | March-Ford         | 38     | + 3:09.61       | 4    |        |
| 10      | 8  | Graham Hill          | Lotus-Ford         | 37     | + 1 volta       | 20   |        |
| 11      | 2  | François Cevert      | March-Ford         | 37     | + 1 volta       | 13   |        |
| 12      | 4  | George Eaton         | BRM                | 36     | + 2 voltas      | 19   |        |
| 13      | 21 | Jean-Pierre Beltoise | Matra              | 35     | Pane seca       | 2    |        |
| 14      | 11 | Ignazio Giunti       | Ferrari            | 35     | + 3 voltas      | 11   |        |
| NC      | 16 | Andrea de Adamich    | McLaren-Alfa Romeo | 29     | + 9 voltas      | 15   |        |
| Ret     | 12 | Jo Siffert           | March-Ford         | 23     | Acidente        | 16   |        |
| Ret     | 18 | Ronnie Peterson      | March-Ford         | 17     | Diferencial     | 9    |        |
| Ret     | 10 | Jacky Ickx           | Ferrari            | 16     | Motor           | 1    |        |
| Ret     | 3  | Pedro Rodríguez      | BRM                | 6      | Câmbio          | 10   |        |
| Ret     | 5  | Jackie Oliver        | BRM                | 5      | Motor           | 12   |        |
| DNQ     | 24 | Silvio Moser         | Bellasi-Ford       |        |                 |      |        |
| DNQ     | 9  | Alex Soler-Roig      | Lotus-Ford         |        |                 |      |        |
| DNQ     | 25 | Pete Lovely          | Lotus-Ford         |        |                 |      |        |
| Fontes: |    |                      |                    |        |                 |      |        |

## Tabela do campeonato após a corrida
|         | Pos. | Piloto         | Pontos |
| ------- | ---- | -------------- | ------ |
| 1       | 1    | Jochen Rindt   | 27     |
| 1       | 2    | Jackie Stewart | 19     |
|         | 3    | Jack Brabham   | 19     |
| 3       | 4    | Chris Amon     | 12     |
|         | 5    | Denny Hulme    | 12     |
| Fontes: |      |                |        |

|         | Pos. | Construtor   | Pontos |
| ------- | ---- | ------------ | ------ |
| 1       | 1    | Lotus-Ford   | 32     |
| 1       | 2    | March-Ford   | 31     |
|         | 3    | Brabham-Ford | 21     |
|         | 4    | McLaren-Ford | 19     |
|         | 5    | Matra        | 15     |
| Fontes: |      |              |        |

- Nota: Somente as primeiras cinco posições estão listadas. Em 1970 os pilotos computariam seis resultados nas sete primeiras corridas do ano e cinco nas últimas seis. Neste ponto esclarecemos: na tabela dos construtores figurava somente o melhor colocado dentre os carros de um time.